# Монграссано
Монграссано (итал. Mongrassano) — коммуна в Италии, располагается в регионе Калабрия, подчиняется административному центру Козенца.
Население составляет 1763 человека, плотность населения составляет 52 чел./км². Занимает площадь 34 км². Почтовый индекс — 87040. Телефонный код — 0984.
Покровительницей коммуны почитается святая Екатерина Александрийская, празднование 25 ноября.